# 孙占元
孙占元（1925年—1952年10月14日），河南林县人，中国人民志愿军一级战斗英雄。1946年参加中国人民解放军，1948年加入中国共产党。他曾在第二野战军任排长，参加过淮海、渡江、西南等战役。1951年3月参加中国人民志愿军赴朝作战，任第十五军四十五师一三五团七连班长、排长。
1952年10月14日，上甘岭战役597.9高地2号阵地反击战中，他带领全排战士担任夺取阵地突击任务，在敌密集火力下，身受重伤，两腿被打断，忍着剧痛爬行，仍坚守阵地，指挥连续击退敌两次反扑，并夺取敌火力点，歼敌80多名，最后在子弹打光、战友相继伤亡的情况下，敌靠近时，他拉响手雷与敌同归于尽。1952年11月6日，中国人民志愿军总部给他追记特等功，1953年6月1日追授“中国人民志愿军一级英雄”称号。生前所在部队党委追认为“模范共产党员”。1953年6月25日朝鲜民主主义人民共和国最高人民会议常任委员会授予“朝鲜民主主义人民共和国英雄称号”及金星奖章、一级国旗勋章。 